# Falcatus
Falcatus ist eine ausgestorbene Gattung der Plattenkiemer aus der Gruppe der Symmoriida. Fossilien stammen aus dem Unterkarbon der USA. Falcatus zeichnet sich durch einen auffälligen, brettartigen Schulterstachel aus, der nach vorne über den Kopf des Tieres zeigte. Die Typusart ist Falcatus falcatus und wurde 1985 von Richard Lund beschrieben; zwei weitere Arten sind Falcatus hamatus und Falcatus proclivus.

## Merkmale

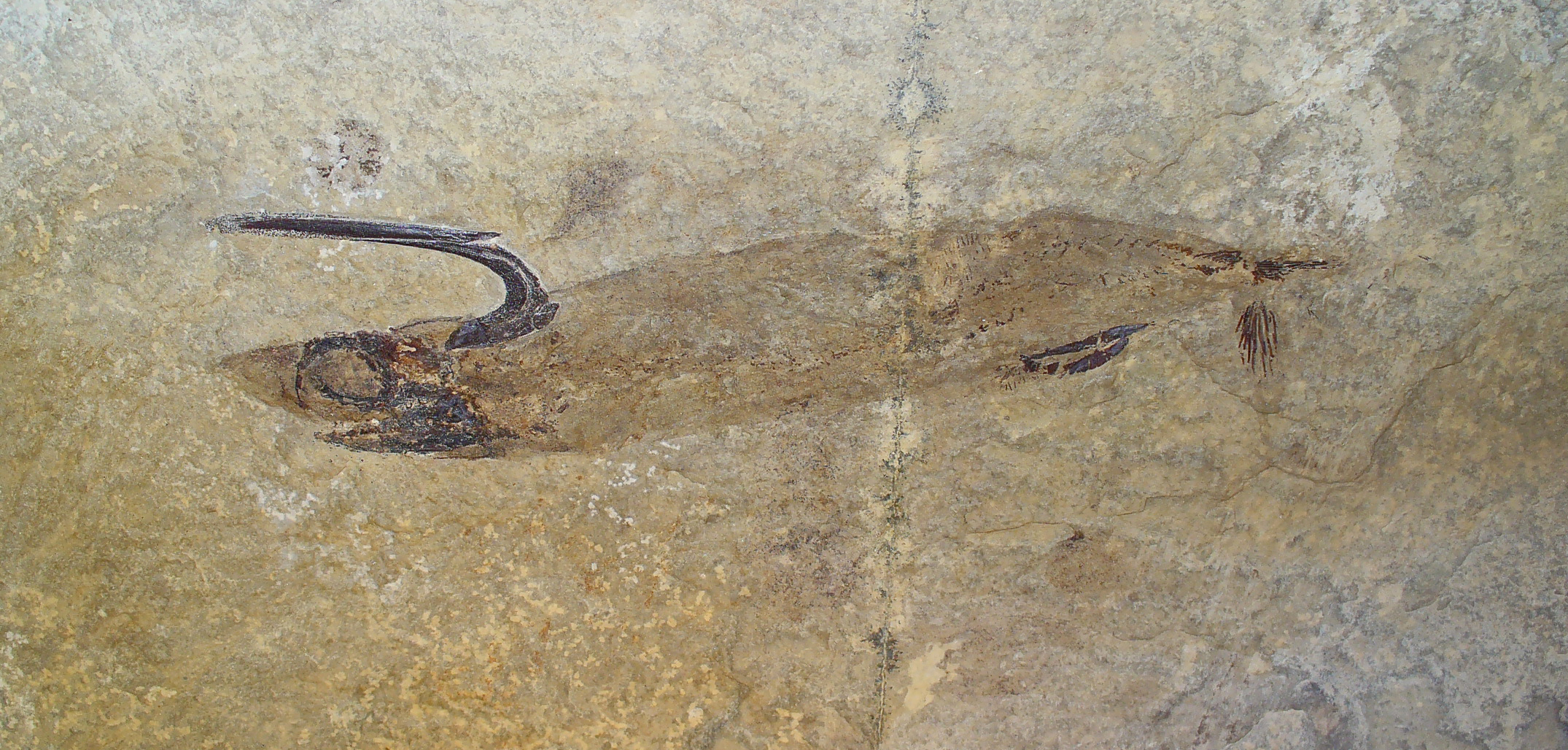
Fossil eines Falcatus falcatus-Männchen

Es handelte sich um räuberisch lebende, kleine Fische mit einer Länge von bis zu 14,5 cm. Die Augen waren groß, der obere Schnauzenbereich läuft spitz zu. Die Schwanzflosse war gegabelt. Auffallend war ein langer brettartiger Schulterstachel, der seinen Ursprung tief in der Schultermuskulatur hatte und segelartig nach vorne über den Kopf des Tieres verlief. Dieses Merkmal kommt lediglich bei geschlechtsreifen Männchen vor, welche daneben durch das Vorhandensein von Klaspern von weiblichen Tieren unterschieden werden können.